# Ethel Brooks
Ethel Carolyn Brooks ist eine US-amerikanische Soziologin, die sich unter anderem mit Gender Studies befasst und an der Rutgers University als Associate Professor lehrt. Sie wurde 2016 von Barack Obama in den Holocaust Memorial Council berufen. Darüber hinaus ist sie Beiratsmitglied bei RomArchive und gilt als eine der Vordenkerinnen bei der Gründung des European Roma Institute for Arts and Culture. Weiterhin ist sie Vorsitzende des Beirates des European Roma Rights Centre, Mitglied im Beirat der USC Shoah Foundation und in weiteren Gremien. Sie gilt als die erste Romni, die in den USA einen Doktortitel erworben hat. Sie selbst bezeichnet sich als Roma-Feministin.

## Leben und Werk
Ethel Brooks wuchs in New Hampshire auf. Sie trägt einen Doktortitel, der ihr von der New York University verliehen wurde, sowie einen Bachelor of Arts des Williams College. Seit 2000 lehrt sie Gender Studies und Soziologie an der Rutgers University. Sie hat zahlreiche Förderungen und Stipendien erhalten, darunter gemeinsam mit Jane Collins ein Stipendium des UK Arts and Humanities Research Council für das Projekt Performing Romani Identities.
2013 sprach Ethel Brooks vor den Vereinten Nationen über die Erfahrung der Roma während des Porajmos. 2016 wurde sie von Barack Obama in den Holocaust Memorial Council berufen, nachdem sie von Ben Cardin und Robert Menendez nominiert worden war. Dieser Council dient als Beirat des United States Holocaust Memorial Museums. Ethel Brooks möchte in ihrer Rolle dort das Bewusstsein für die Leiden der Roma während des Holocaust stärken und mit anderen Gemeinschaften von Überlebenden zusammenarbeiten.
Neben ihrem eigenen preisgekrönten Buch Unraveling the Garment Industry: Transnational Organizing and Women’s Work veröffentlichte Ethel Brooks in zahlreichen wissenschaftlichen Zeitschriften und trug Kapitel zu den Büchern Sweatshop USA: The American Sweatshop in Historical and Global Perspective (2003) und Sociology Confronts the Holocaust: Memories and Identities in Jewish Diasporas (2007) bei.

## Diskriminierungserfahrung
Ethel Brooks berichtet öffentlich über eigene Diskriminierungserfahrungen. Ihr glaubwürdiger Bericht über die ausführlich herabwürdigenden Kommentare eines Sicherheitsbeamten bei der Einreise zu einer Tagung in Irland führte dazu, dass die verantwortliche Institution, die An Garda Síochána, sich dazu verpflichtete, ihre Mitarbeiter besser zum Thema Gleichbehandlung zu schulen und einen Geldbetrag an die Hilfsorganisation Pavee Point zu zahlen.

## Veröffentlichungen
- The Consumer's New Clothes. New York University, 2000
- Unraveling the Garment Industry: Transnational Organizing and Women's Work. University of Minnesota Press, Minneapolis 2007, ISBN 978-0-8166-4485-8.
- Reclaiming: The Camp and the Avant-Garde. In: Daniel Baker (Hrsg.): We Roma: A Critical Reader in Contemporary Art. basis voor actuele kunst, Utrecht/Amsterdam 2013, ISBN 978-90-77288-16-0, S. 114–151.

## Auszeichnungen
- 2011: Fulbright-University of the Arts London Distinguished Chair Award[11]